# Lautaro Di Lollo
Lautaro Federico Di Lollo (* 10. März 2004 in San Justo) ist ein argentinischer Fußballspieler.

## Karriere

### Spieler
Anfang 2022 ging Di Lollo von der U20 der Boca Juniors in deren zweite Mannschaft über. Seit Anfang 2024 steht er im Kader der ersten Mannschaft. Sein Debüt gab er international beim Copa Sudamericana 2024, im ersten Gruppenspiel, einem 0:0 gegen Nacional Potosí, bei dem er auch gleich in der Startelf stand. In der Liga kam er einen Monat später, direkt zum Saisonstart, zum Einsatz.

### Nationalmannschaft
Seit Mai 2022 läuft er für die argentinische U20-Nationalmannschaft auf. Nach einigen Freundschaftsspieleinsätzen gehörte er auch zum Kader bei der Südamerikameisterschaft 2023 und der Weltmeisterschaft 2023.